# District de Ráckeve
Le district de Ráckeve (en hongrois : Ráckevei járás) est un des 18 districts du comitat de Pest en Hongrie. Il compte 36 120 habitants et rassemble 11 localités : 10 communes et une seule ville, Ráckeve, son chef-lieu.
Cette entité existait déjà auparavant, sous le nom de Pesti alsó járás jusqu'en 1898 puis sous son nom actuel jusqu'à la réforme territoriale de 1983.

## Localités
- Apaj
- Áporka
- Dömsöd
- Kiskunlacháza
- Lórév
- Makád
- Ráckeve
- Szigetbecse
- Szigetcsép
- Szigetszentmárton
- Szigetújfalu